# Synaptola plicaticollis
Synaptola plicaticollis là một loài bọ cánh cứng trong họ Cerambycidae.